# جولین آندلاور
جولین آندلاور (زاده ۵ ژوئیه ۱۹۹۹ در لیون) یک راننده حرفه‌ای اتومبیل رانی اهل فرانسه است. او راننده قراردادی کارخانه ای پورشه است که در مسابقات قهرمانی مختلف قهرمانی در جام قهرمانی کررا کاپفرانسه و آلمان همزمان شرکت می کند.   جولین آندلاور در حال حاضر برای تیم پروتون کامپتشن در کلاس هایپرکار مسابقات جهانی استقامتی رانندگی می کند. این تیم از هایپر کار پورشه ۹۶۳ استفاده میکند و تیم خصوصی است.

## جوانان پورشه

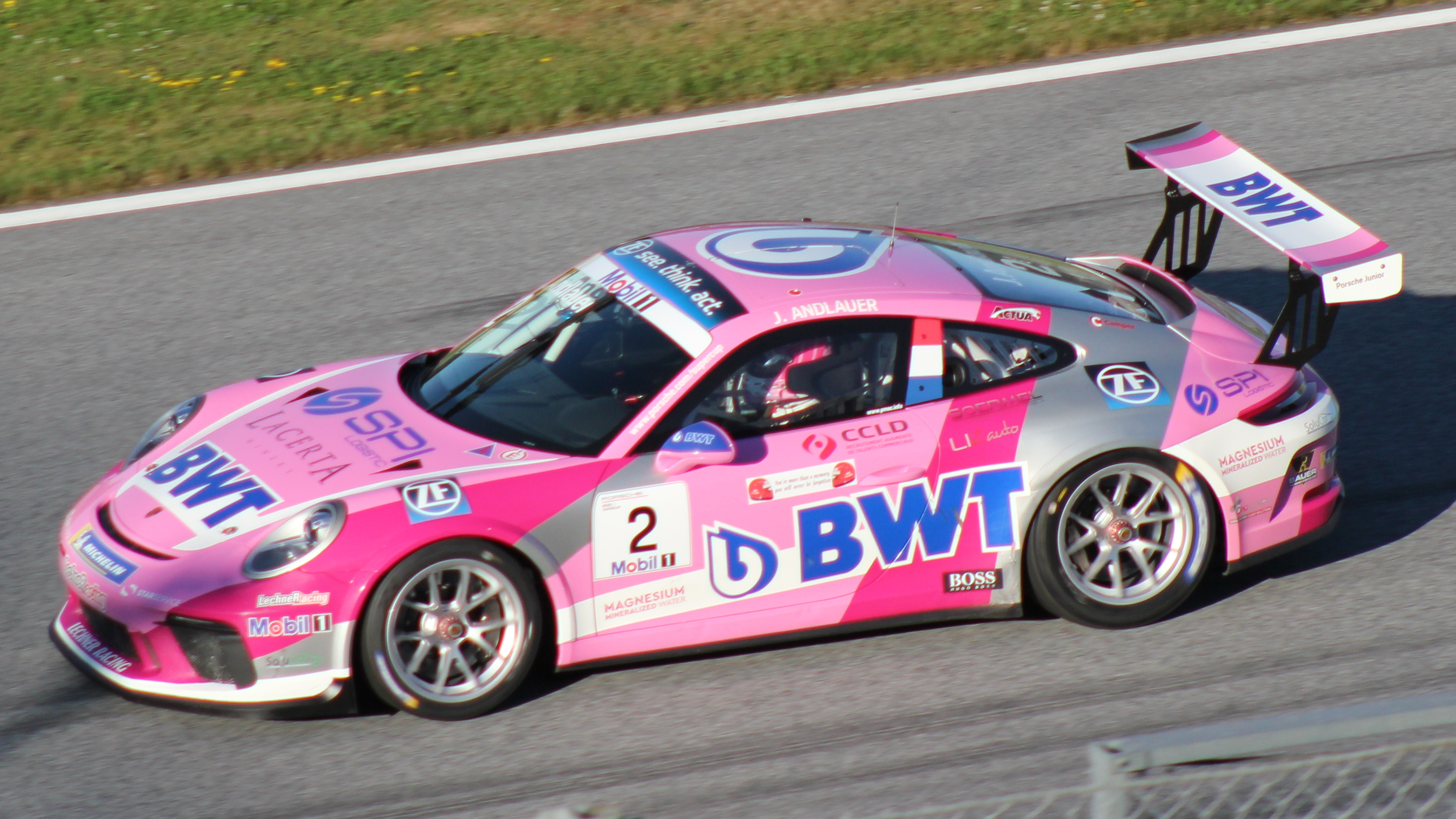
جولین آندلاور در سوپرکاپ پورشه در سال ۲۰۱۹

به عنوان بخشی از انتخاب خود در شوت‌اوت (برنامه همگام سازی خودرو قبل از مسابقات)، آندلاور در سال ۲۰۱۸ به مسابقات سوپرکاپ پورشه رفت تا در سطح بالاتری نسبت به پورشه کررا کاپ مسابقه دهد.  با ماندن در تیم مارتینه، او در هر دو مسابقه پایانی فصل به پیروزی رسید او هر دو پیروزی خود را در مکزیکوسیتی به دست آورد و در رده‌بندی کلی در پایان فصل چهارم شود. 
در طول سال ۲۰۱۸، جولین آندلاور همچنین اولین مسابقه خود را در مسابقات قهرمانی استقامتی جهانی را انجام داد او در کلاس ال‌ام‌جی‌تی‌ای آماتور برای Dempsey -  پروتون ریسینگ در کنار مت کمپبل و مالک تیم کریستین راید شرکت کرد.  این سه نفر پس از کسب مقام چهارم در اسپا، در نهایت در مسابقه ۲۴ ساعته لمانز ۲۰۱۸ برنده کلاس خود شدند و آندلاور را به جوانترین راننده ای تبدیل کرد که برنده این مسابقات می‌شود او در ۱۸ سالگی پیروز این مسابقه شده بود.   این تیم با رانندگی جولین آندلاور یک برد دیگر در سیلورستون به دست آورد، اما با رد صلاحیت در مسابقه بعدی در مسابقه ۶ ساعته فوجی به دلیل دستکاری داده ها با از دست دادن تمام امتیازات از چهار مسابقه ابتدایی فصل مسابقات جهانی استقامتی همراه شد. 
قبل از اینکه اندلاور در مسابقه اسپا ۶ ساعت ۲۰۱۹ غایب باشد دو پیروزی متوالی در شانگهای و سبرینگ را به دست اورد، او برای دور آخر مسابقات ۲۴ ساعته لمانز ۲۰۱۹ جایی که در آن تیم چهارم شد، بازگشت.  اندلاوئر در نتیجه عملکردهای خوب خود، با کمک به پروتون برای پیروزی در چهار مسابقه و کسب مقام دوم در جدول رده بندی تیم ها، از سال ۲۰۱۹ به بعد توسط فدراسیون بین‌المللی اتومبیل‌رانی لایسنس طلایی را دریافت کردد. 
در پایان سال ۲۰۱۹، جولین آندلاور توسط کارخانه پورشه از راننده جوان به وضعیت حرفه ای جوان ارتقا یافت تا یکی از جوانترین رانندگان کارخانه پورشه باشد. 

## جوانان حرفه‌ای پورشه
در سال ۲۰۲۰، آندلاوئر در مسابقات جام میشلین لمانز، با یک پورشه ۹۱۱ جی‌تی۳ آر برای تیم (به انگلیسی: Pzoberer Zürichsee) که    توسط تیم فرانسوی تی‌اف‌تی سازماندهی میشد در کنار راننده نیکلاس لوتویلر، رانندگی کرد. 
این زوج در جدول رده بندی سوم شدند و در مسابقات له کاستل و مونزا به پیروزی رسیدند. 

## زندگی شخصی
از سال ۲۰۲۴، جولین آندلاور در دبی اقامت دارد. 